# تشارلز كالدويل (طبيب)
تشارلز كالدويل (بالإنجليزية: Charles Caldwell)‏ هو طبيب أمريكي، ولد في 14 مايو 1772 في مقاطعة كاسويل في الولايات المتحدة، وتوفي في 9 يوليو 1853 في لويفيل في الولايات المتحدة.